# Alex Németh
Alex Németh (ungarische Schreibweise: Németh Alex; * 18. September 1998 in Budapest) ist ein ungarischer Handballspieler. Der zentrale Rückraumspieler gehört der ungarischen Beachhandball-Nationalmannschaft an.

## Hallenhandball
Alex Németh spielt für den ungarischen Erstligisten Balatonfüredi KSE. Mit dem Verein nahm er 2018/19 am EHF-Pokal teil. Er bestritt drei Partien in der Spielserie und schied mit seinem Verein als Letzter der Tabelle nach der Gruppenphase aus.

## Beachhandball

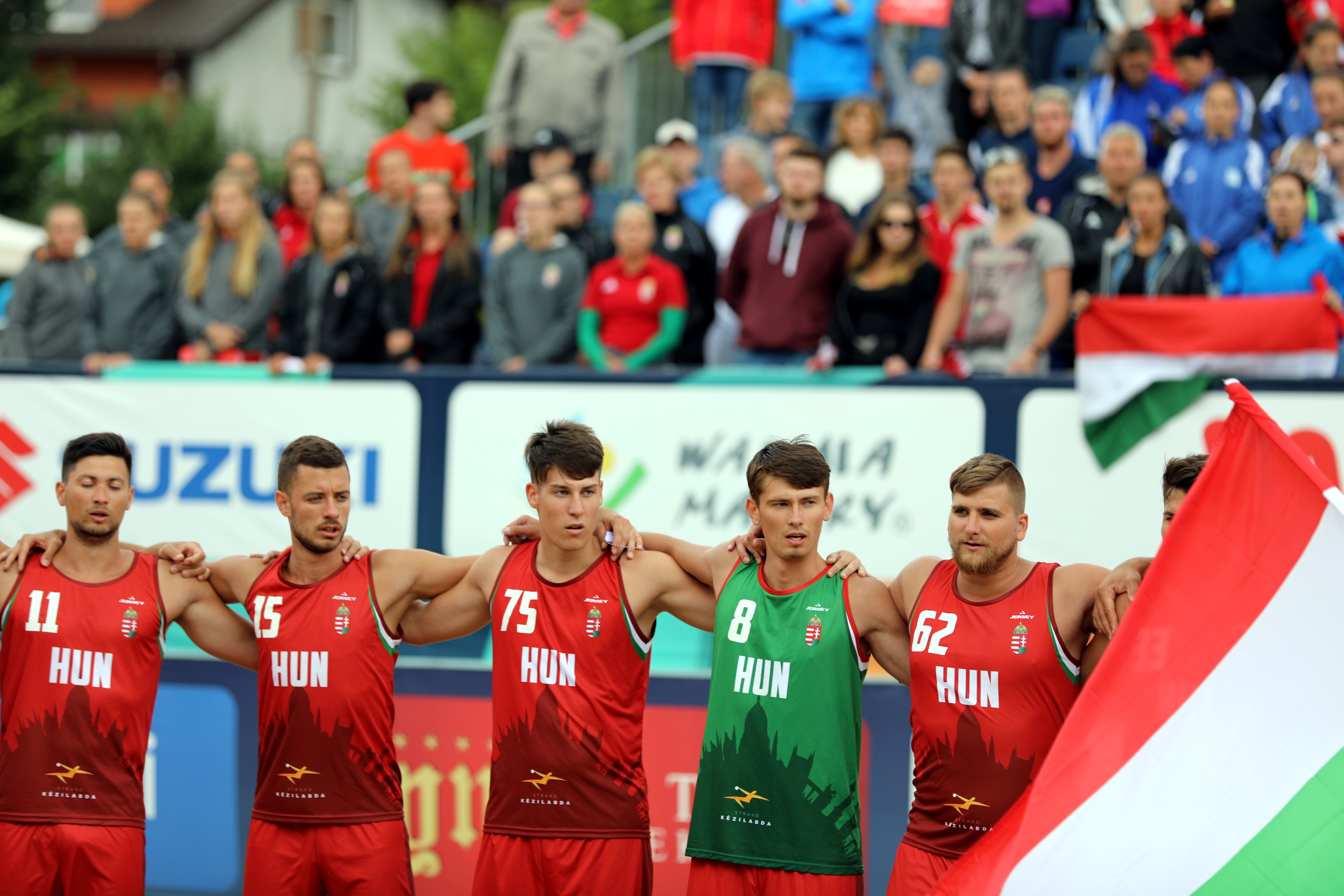
Németh vor dem Spiel um die Bronzemedaille bei der EM 2019 – von links: Bence Zakics, Norbert Gyene, Németh, Viktor Melnicsuk, Roland Tokai

Bei den Europameisterschaften 2019 in Stare Jabłonki, Polen, gab Németh sein Debüt für die ungarische Nationalmannschaft bei einem internationalen Turnier. Nach sechs Siegen in der Vor- und Hauptrunde verlor Ungarn das letzte der Hauptrundenspiele gegen Kroatien. Németh kam in den Partien gegen Montenegro, Schweden, die Schweiz und Kroatien zum Einsatz und erzielte im ersten Spiel zwei, im zweiten Spiel vier Punkte. Im Achtelfinale wurde Deutschland im Shootout besiegt. Wie bei den beiden Europameisterschaften zuvor verlor Ungarn auch 2019 wieder im Halbfinale, dieses Mal gegen den späteren Titelträger Dänemark. Das Spiel um den dritten Rang gegen Russland konnte Ungarn mit 2:0 gewinnen. Németh wurde ab dem Viertelfinale nicht mehr eingesetzt, bestritt somit vier der zehn möglichen Spiele und erzielte dabei sechs Punkte.

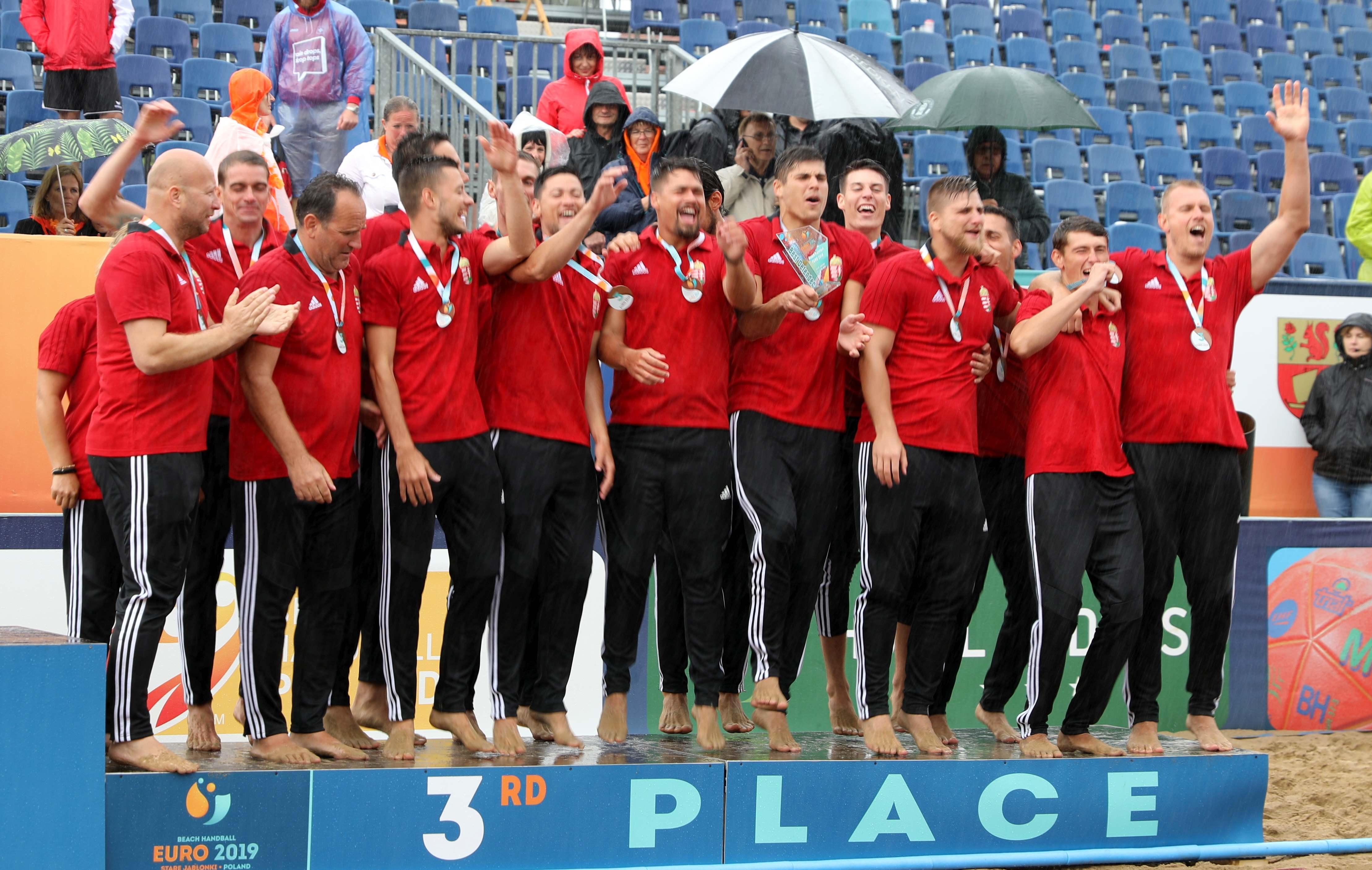
Die ungarische Mannschaft bei der Siegerehrung der Euro 2019

## Einzelbelege
1. ↑  Alex Nemeth Balatonfüredi KSE videos, transfer history and stats - SofaScore. Abgerufen am 18. September 2021.
2. ↑  European Handball Federation - 2018/19 Men's EHF Cup / Group Phase. Abgerufen am 18. September 2021 (englisch).
3. ↑  European Handball Federation - 2019 Men's ECh Beach Handball / Match Details. Abgerufen am 19. September 2021 (englisch).
4. ↑  Men's QF Highlights: Hungary vs Germany | Beach Handball EURO 2019. Abgerufen am 4. Juli 2021 (deutsch).
5. ↑  Men's semi-final Denmark vs Hungary | Highlights | Beach Handball EURO 2019. Abgerufen am 4. Juli 2021 (deutsch).
6. ↑  Hungary vs Russia ● Beach Handball 2019 EURO ● 3rd Place ● Full Match Highlights ●. Abgerufen am 4. Juli 2021 (deutsch).
7. ↑  European Handball Federation - 2019 Men's ECh Beach Handball / Final Tournament. Abgerufen am 18. November 2020 (englisch).

| Personendaten    | Personendaten                                  |
| ---------------- | ---------------------------------------------- |
| NAME             | Németh, Alex                                   |
| ALTERNATIVNAMEN  | Alex, Németh (ungarisch)                       |
| KURZBESCHREIBUNG | ungarischer Handball- und Beachhandballspieler |
| GEBURTSDATUM     | 18. September 1998                             |
| GEBURTSORT       | Budapest                                       |